# Giavellotto (atletica leggera)

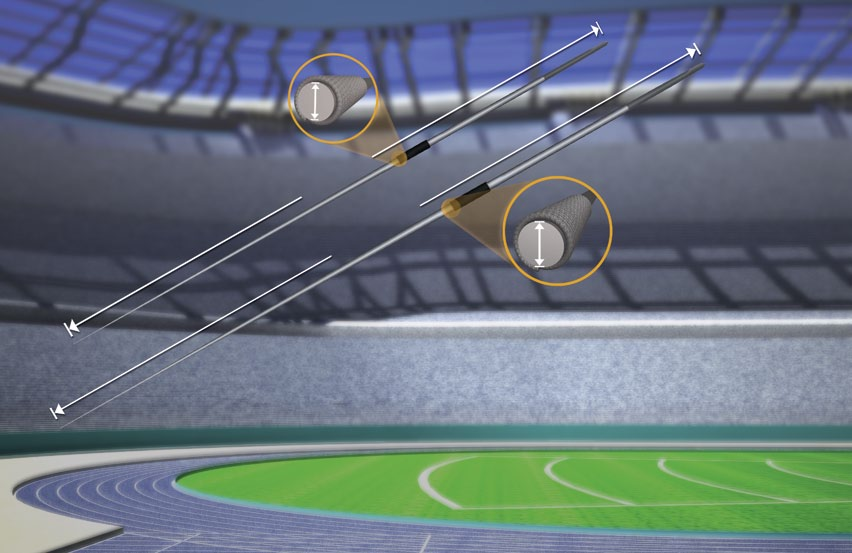
I giavellotti standard, maschile (più lungo) e femminile usati per le competizioni di lancio del giavellotto

Il giavellotto, nell'atletica leggera, è quell'attrezzo, simile ad una lancia (un giavellotto, appunto), utilizzato dagli atleti per svolgere una competizione di lancio del giavellotto.

## Massa

### Riconosciuti dalla World Athletics
| Peso       | Categoria | Sesso     |
| ---------- | --------- | --------- |
| 800 grammi | Senior    | Maschile  |
| 600 grammi | Senior    | Femminile |
| 800 grammi | under 20  | Maschile  |
| 700 grammi | under 18  | Maschile  |
| 500 grammi | under 18  | Femminile |

### Non riconosciuti dalla World Athletics
| Peso       | Categoria | Sesso     |
| ---------- | --------- | --------- |
| 600 grammi | under 16  | Maschile  |
| 400 grammi | under 16  | Femminile |

Questi ultimi non risconosciuti dalla  World Athletics, sono comunque in uso in Italia nelle competizioni FIDAL per la categoria promozionale cadetti.

## Descrizione e utilizzo
Il giavellotto è costituito da tre parti: una testa, un fusto e un'impugnatura di corda. Il fusto è realizzato interamente in metallo e a un capo deve avere fissata una testa metallica terminante in una punta acuminata.
L'impugnatura dell'attrezzo è posta esattamente nel centro di gravità del giavellotto; è realizzata in corda (con uno spessore di massimo 4 mm) e gira intorno al fusto metallico. Non sono ammesse, per l'impugnatura, cinghie, tacche o dentellature di qualsiasi natura.

## Galleria d'immagini

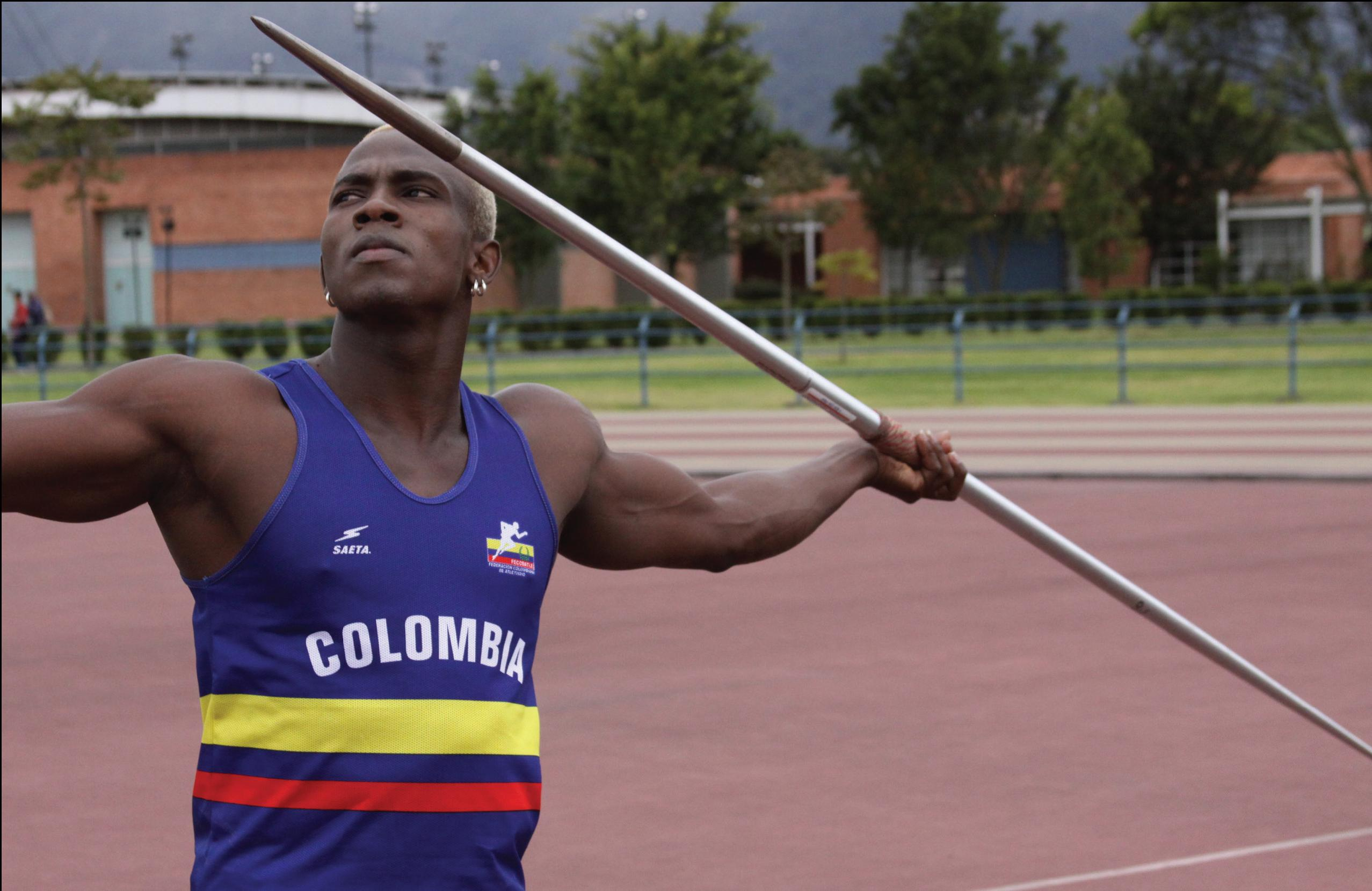
Il caricamento dell'attrezzo
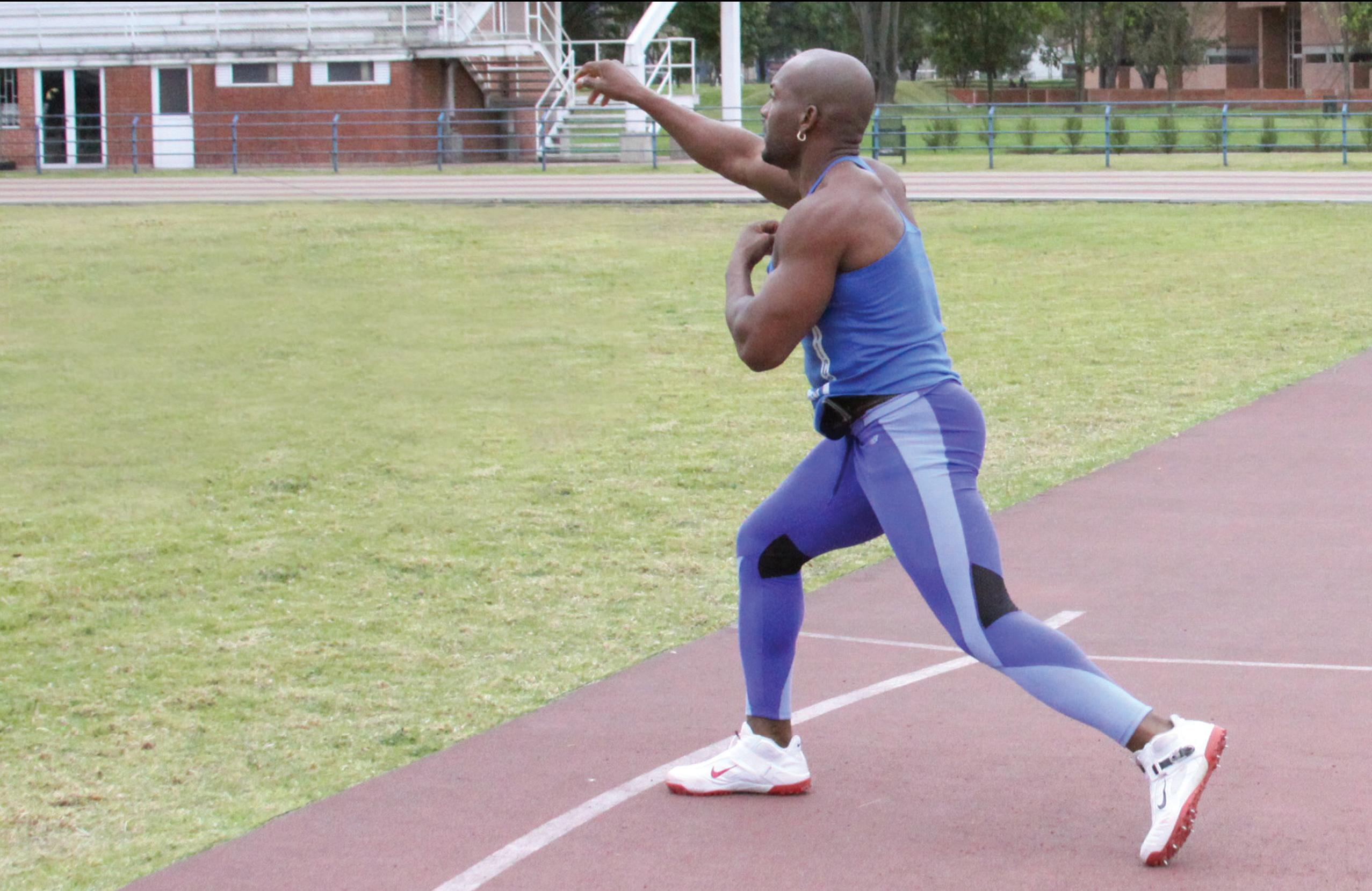
Il rilascio
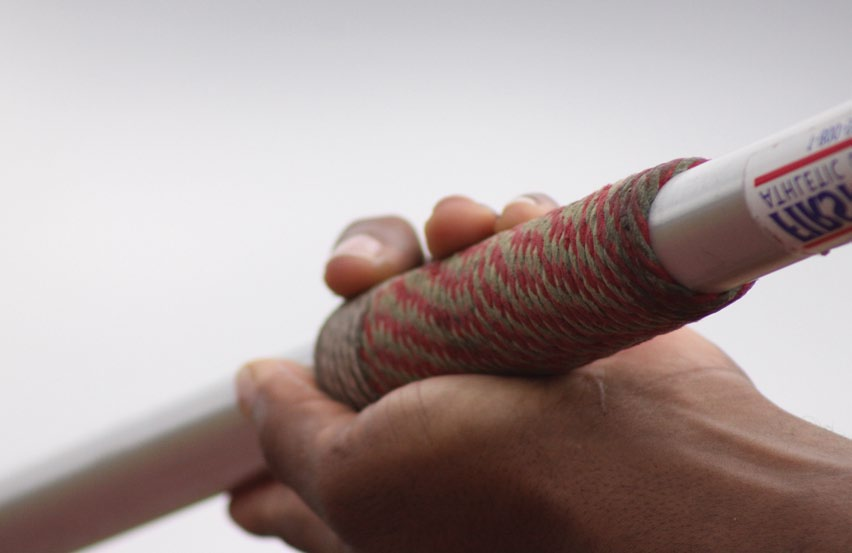
Particolare dell'impugnatura
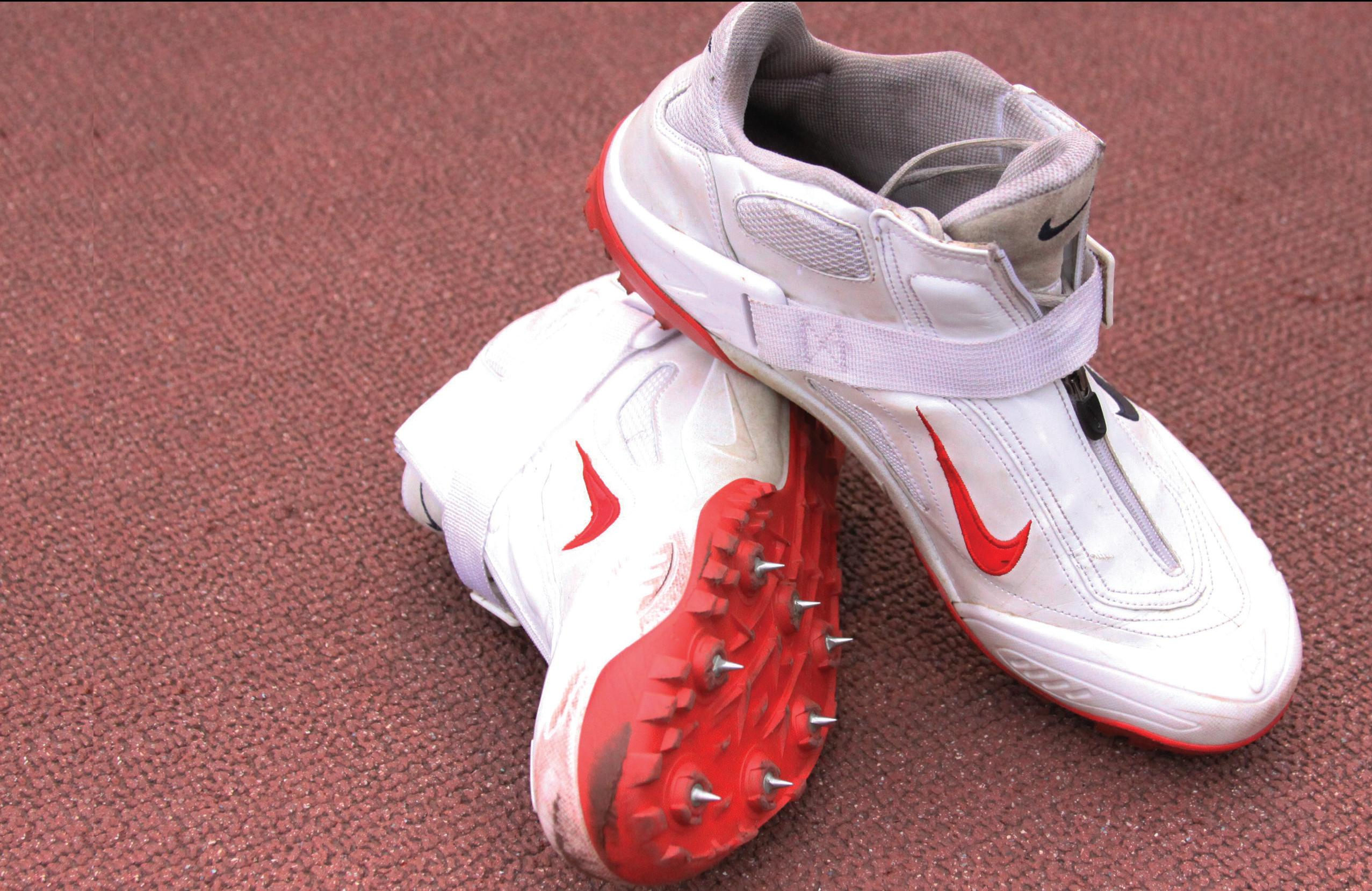
Le scarpette